# Суттунг (спутник)
Суттунг (англ. Suttungr) — сорок пятый по отдалённости от планеты спутник Сатурна. Открыт 23 сентября 2000 года астрономами Бреттом Глэдманом, Джоном Кавелаарсом и другими.

## Сведения
Суттунг является представителем скандинавской группы спутников, которые вращаются вокруг Сатурна на расстоянии в среднем от 12 до 24 млн км, при наклонах между 136 и 176 градусов от плоскости экватора Сатурна, эксцентриситет находится между 0,12 и 0,77. (Эксцентриситет спутника представляет собой число от 0 до 1, которое описывает форму орбиты, чем ближе к 0, тем более круговая орбита; чем ближе к 1, тем более удлиненная).
Все скандинавские спутники имеют ретроградные орбиты (они вращаются вокруг Сатурна в противоположном направлении от вращения планеты). По этим отклонениям от круговых орбит и от плоскости экватора Сатурна они классифицируются как «нерегулярные» спутники. Как и другие нерегулярные спутники Сатурна, они считаются объектами, которые были захвачены гравитацией Сатурна, а не образовавшимися с пылевого диска, окружавшего новую образованную планету, как предположительно появляются регулярные спутники.
В отличие от галльских и эскимосских групп спутников Сатурна, широкий диапазон расстояний, отклонений и эксцентриситетов среди лун скандинавской группы предполагает, что они не являются частями одного исходного объекта, который был разрушен в результате столкновения, но они могут быть частями нескольких таких «первоначальных» объектов.
Суттунг имеет средний радиус около 3,5 км, при предполагаемом альбедо 0,06. Орбита Суттунга проходит при наклоне около 174 градусов и эксцентриситете около 0,1. Находясь в среднем на расстоянии 19,5 млн км от Сатурна, спутнику требуется около 1017 земных дней, чтобы завершить один полный вокруг планеты.

## Основание
Суттунг был обнаружен в 2000 году Бреттом Дж. Глэдманом, Джоном Дж. Кавелаарсом, Жан-Марком Пети, Гансом Шоллем, Мэтью Холманом, Брайаном Г. Марсденом, Филлипом Д. Николсоном и Джозефом А. Бернсом, использующих 3.6-метровый отражатель Канада-Франция-Гавайи на Мауна-Кеа, Гавайи, с адаптивной оптикой. В то же время они обнаружили семь других лун Сатурна: Тарвос, Иджарак, Трюм, Скади, Сиарнак, Эррипо. 

## Название
Первоначально обозначенный как S / 2000 S12, Суттунг был назван в честь Суттунга — гиганта из скандинавской мифологии. Два гнома были ответственны за смерть отца Суттунга, погибшего в «крушении лодки». Те же два гнома также убили его мать. Так Суттунг захватил гномов и привез к рифу, планируя их утопить, когда начнется прилив. Тем не менее, Суттунг смягчился, когда гномы предложили дать ему специальный мёд (алкогольный напиток из мёда, и в этом особом случае, кровь путешествующего мудреца, которого они убили), который делал любого, кто пил мёд, поэтом или учёным. Суттунг в итоге проиграл мёд Одину, верховному скандинавскому богу.